# Heaven or Las Vegas
Heaven or Las Vegas — сьомий студійний альбом шотландської групи Cocteau Twins, який був випущений 17 вересня 1990 року.

## Композиції
1. Cherry-Coloured Funk – 3:12
2. Pitch the Baby – 3:14
3. Iceblink Luck – 3:18
4. Fifty-Fifty Clown – 3:10
5. Heaven or Las Vegas – 4:58
6. I Wear Your Ring – 3:29
7. Fotzepolitic – 3:30
8. Wolf in the Breast – 3:31
9. Road, River and Rail – 3:21
10. Frou-Frou Foxes in Midsummer Fires – 5:38

## Склад
- Елізабет Фрейзер — вокал
- Робін Ґатрі — гітара
- Саймон Реймонд — бас-гітара